# Voorzetselbijwoord
Een voorzetselbijwoord is een woord met de vorm van een voorzetsel maar met de functie van een bijwoord. Voorzetselbijwoorden komen met name veel voor in het Engels en Nederlands.

## Vorm
Voorzetsels kunnen allerlei woordvormen aannemen: bijvoorbeeld eenlettergrepig: bij, op, na, of meerlettergrepig: buiten, ondanks, overeenkomstig. Aan de woordvorm is dan ook niet te zien of het een voorzetsel dan wel een voorzetselbijwoord betreft: dit blijkt wel uit de functie van het woord.

## Voorzetselfunctie
Een voorzetsel geeft een relatie aan tussen begrippen, en heeft dan ook vaak binnen de zin een verband met een zelfstandig naamwoord dat zo'n begrip aanduidt:
- de man op de trap
- een handeling overeenkomstig haar opdracht van 28 april jongstleden.

Zulke verbindingswoorden worden voorzetsels (preposities) genoemd, omdat zij (in het Nederlands) vóór het woord staan waarmee de relatie wordt aangeduid. Dit woord kan een zelfstandig naamwoord zijn (trap, opdracht) maar ook een voornaamwoord ("met hem", "onder andere").

## Andere functie: voorzetselbijwoord
Veel voorzetsels kunnen ook een andere functie aannemen. Zij gedragen zich dan als bijwoorden. Ze staan dan ook niet meer vóór een zelfstandig naamwoord of voornaamwoord om een relatie aan te duiden: zij kunnen zelfs geheel achter aan de zin staan.
Hun vorm blijft echter dezelfde, en is identiek aan die van het bijbehorende voorzetsel. Doordat er nu één vorm is ontstaan met twee geheel verschillende functies (soms als voorzetsel gebruikt, soms als bijwoord), zou van twee verschillende woorden kunnen worden gesproken. In zijn functie als bijwoord wordt zo'n woord ook wel een voorzetselbijwoord genoemd: een bijwoord dus dat naar vorm identiek is aan een bepaald voorzetsel.

## Categorieën

### Scheidbaar werkwoord
Een voorzetselbijwoord kan deel uitmaken van een scheidbaar samengesteld werkwoord. Het scheidbare deel is qua woordsoort een voorzetsel, maar in gescheiden positie functioneert het als voorzetselbijwoord:
- Ik haal je vanavond wel af (afhalen).
- Het komt vaak voor (vóórkomen).
- Ik pas het verschil wel bij (bijpassen).

Een bijzonder geval hiervan ontstaat wanneer het scheidbaar werkwoord een voorzetsel bevat dat een afwijkende vorm heeft gekregen. In eigentijds Nederlands kan mee worden gezien als zo'n alternatieve vorm, een variant van met; iets dergelijks geldt voor toe, variant van tot:
- Ik ga toch maar niet met je mee (meegaan).
- Ik leg er geld op toe (toeleggen).

### Naamwoordelijk gezegde
Een naamwoordelijk gezegde is een gezegde bestaat uit een werkwoordelijk deel en een naamwoordelijk deel. Het werkwoordelijke deel is een van de koppelwerkwoorden; het naamwoordelijk deel zal vaak een bijvoeglijk- of zelfstandig-naamwoordsgroep zijn, maar het kan ook bestaan uit een woord met voorzetselvorm. Dit kan dan ook worden opgevat als voorzetselbijwoord.
- Het nieuwe boek van de maand is uit.
- Kijk uit! De benzine is bijna op!
- Kijk uit! De benzine raakt op!
- Hij leek op van de zenuwen.

In de praktijk is deze laatste categorie aanvechtbaar. Hiervoor zijn twee argumenten aan te voeren:
- De voorzetselvorm heeft niet altijd een duidelijk bijwoordelijke functie. Zo is "op zijn van de zenuwen" ongeveer equivalent aan "uitgeput zijn van de zenuwen", en valt vol te houden dat "op" dan ook, net als "uitgeput", eerder een bijvoeglijke dan een bijwoordelijke functie heeft.
- De voorzetselvorm kan deel uitmaken van een vaste uitdrukking. Zo is "(bijna) op zijn" soms ongeveer equivalent aan "opraken", waardoor de combinatie in beide gevallen veel weg heeft van een scheidbaar werkwoord. Maar raken kan worden opgevat als koppelwerkwoord: het is "betekenisequivalent" aan worden.

## Achterzetsel en circumpositie
Voorzetselbijwoorden worden vaak (maar niet door alle taalkundigen) onderscheiden van achterzetsels en van circumposities.

### Achterzetsel
Een achterzetsel heeft dezelfde functie als een voorzetsel, met echter de eigenaardigheid dat het niet vóór maar áchter zijn hoofdwoord wordt geplaatst:
- Onhandig reed hij de garage uit.

Hier hoort uit bij "de garage", en niet bij "reed". Er is dus geen sprake van een scheidbaar werkwoord, maar van een soort voorzetsel, dat achter het hoofdwoord staat: een achterzetsel. Vaak gaat het hier om woorden die een richting aangeven:
- Hij reed op de heuvel. (voorzetsel: plaatsaanduiding)
- Hij reed de heuvel op. (achterzetsel: richtingaanduiding)

Het woord "er" heeft de eigenaardigheid dat het geen voor- maar achterzetsels bij zich heeft.
- Ik kan moeilijk buiten alcohol.
- Ik kan er moeilijk buiten.

Wel zijn er grammatica's die deze achterzetsels als voorzetselbijwoorden aanduiden.
In het Hongaars komen achterzetsels veelvuldig voor, naast achtervoegsels, die de functie van voorzetsel (of naamval) hebben. Ook kunnen achterzetsels worden verbogen. Voorbeeld: A ház mellet = Naast het huis; Melletem = Naast mij.

### Circumpositie
Een circumpositie is een combinatie van voor- en achterzetsel, en kan dan ook het beste als zo'n combinatie worden beschouwd. Ook hier is discussie mogelijk: het achterzetsel kan men zien als een voorzetselbijwoord.
- We gaan naar Zandvoort toe.
- Het leek wel alsof hij dwars door me heen keek.